# Polistes strigosus
Polistes strigosus är en getingart som beskrevs av Joseph Charles Bequaert 1940.
Polistes strigosus ingår i släktet pappersgetingar och familjen getingar.

## Underarter
Arten delas in i följande underarter:
- Polistes strigosus atratus
- Polistes strigosus mimus
- Polistes strigosus baliensis